# Америчка спортска прича
Америчка спортска прича (енгл. American Sports Story) америчка је антологијска телевизијска серија коју је створио Стју Цихерман за FX. Део је франшизе Америчка прича, коју је започела серија Америчка хорор прича. Премијера је емитована 17. септембра 2024.

## Улоге
| Глумац            | Улога           |
| ----------------- | --------------- |
| Џош Андрес Ривера | Арон Ернандез   |
| Џејлен Барон      | Шенаја Џенкинс  |
| Линдси Мендез     | Танја Синглтон  |
| Ин Кастеланос     | Ди-Џеј Ернандез |
| Тами Бланчард     | Тери Ернандез   |
| Винсент Лареска   | Денис Ернандез  |

## Епизоде
| Бр. еп. | Наслов         | Редитељ       | Сценариста                            | Премијера           | Гледаност у САД (милиони) |
| ------- | -------------- | ------------- | ------------------------------------- | ------------------- | ------------------------- |
| 1       |                | Карл Френклин | Стјуарт Цихерман                      | 17. септембар 2024. | 0,273                     |
| 2       |                | Карл Френклин | Рајан Фарли                           | 17. септембар 2024. | N/A                       |
| 3       |                | Парис Баркли  | Челси Лора                            | 24. септембар 2024. | 0,207                     |
| 4       | Birthday Money | Парис Баркли  | Рајан Фарли и Челси Лора              | 1. октобар 2024.    | 0,140                     |
| 5       |                | Меги Кајли    | Домоник Фоксворт и Лиз Такило         | 8. октобар 2024.    | 0,184                     |
| 6       |                | Меги Кајли    | Метју Хоџсон                          | 15. октобар 2024.   | 0,158                     |
| 7       |                | Стивен Каналс | Ли Едвард Колстон                     | 22. октобар 2024.   | 0,190                     |
| 8       |                | Стивен Каналс | Хејди Николас Диб                     | 29. октобар 2024.   | 0,153                     |
| 9       |                | Џенифер Линч  | Хејди Николас Диб и Стејси Макормак   | 5. новембар 2024.   | 0,185                     |
| 10      |                | Мајкл Апендал | Стјуарт Цихерман и Трејси Скот Вилсон | 12. новембар 2024.  | 0,160                     |